# Rebellion R13
Chronologie des modèles
Rebellion R-One Alpine A424
La Rebellion R13 est une voiture de course de type Sport-prototypes conçue et fabriquée par Oreca et engagée de 2018 à 2020 par le Rebellion Racing dans la catégorie LMP1 des Le Mans Prototype de l'Automobile Club de l'Ouest.
En 2021 et 2022, la voiture est « rebadgée » sous le nom d'Alpine A480, et engagée par l'écurie Alpine Endurance Team.

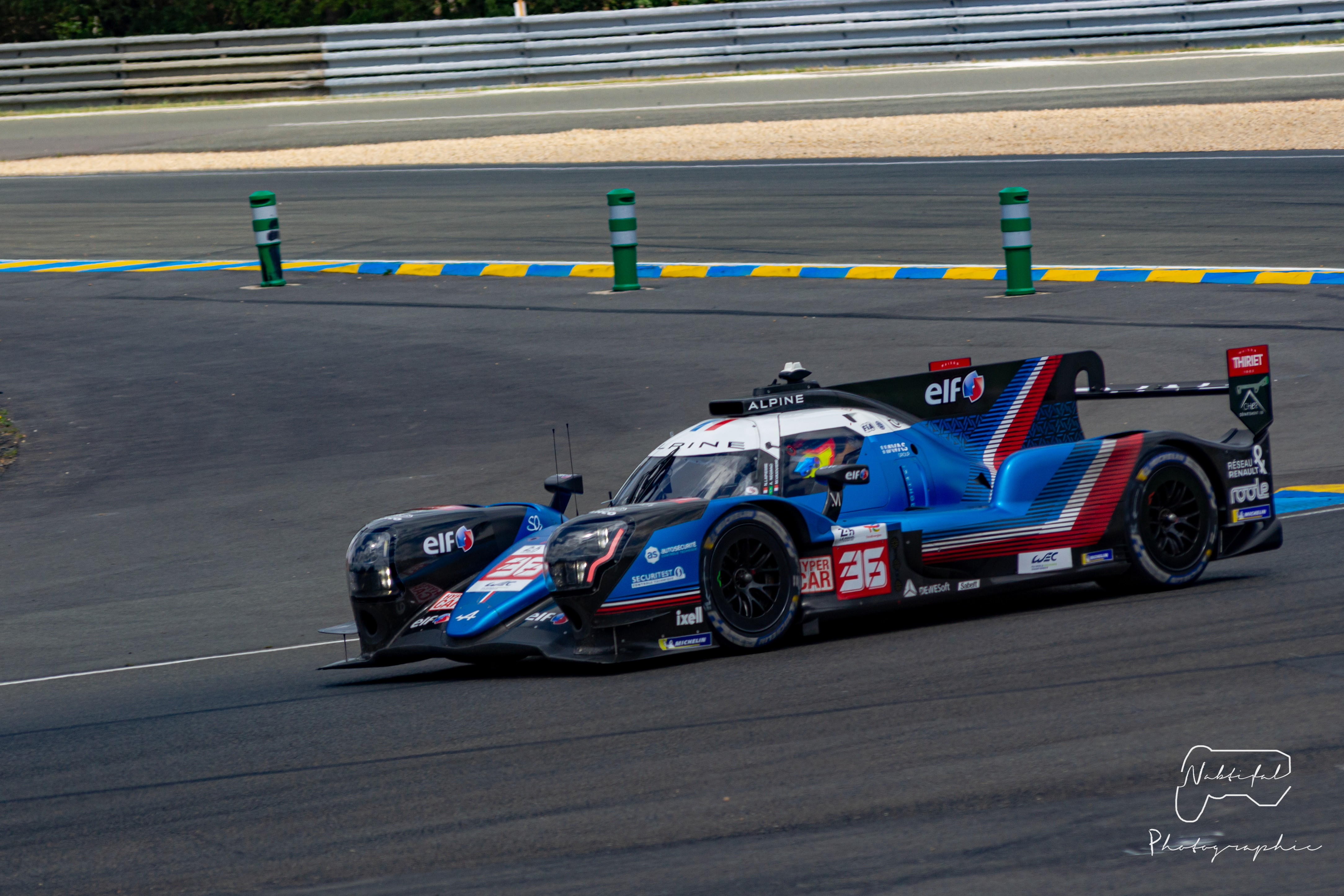
Alpine A480 lors des 24 Heures du Mans 2022

## Développement
Malgré le passage du Rebellion Racing en LMP2 pour la saison du Championnat du monde d'endurance FIA 2017, l'écurie n’avait pas exclu de faire son retour en LMP1 à l’avenir en fonction de l’intérêt porté à la classe non hybride. À la suite de l'annonce du départ de Porsche du Championnat du monde d'endurance FIA en catégorie LMP1, l'ACO et la FIA annonce en septembre 2017 un certain nombre de changements dont un alignement du niveau de performance des prototypes actuels non-hybrides avec l'actuelle règlementation LMP1 hybride. De ce fait, l'intérêt de Rebellion Racing pour un retour dans la catégorie reine est confirmé par un communiqué de presse en décembre 2017 pour la super saison 2018-2019. Ce retour se fera avec la collaboration d'Oreca qui avait manifesté son intérêt pour un retour en LMP1 quelques mois auparavant. Du fait du démarrage tardif du projet, David Floury, directeur technique d’Oreca, a confirmé qu'il n'était pas parti totalement d’une feuille blanche du fait des bases acquises sur l'Oreca 07. Concernant la motorisation, l'écurie américaine JDC Miller Motorsports, en annonçant l'arrivée de Gustavo Menezes pour le WeatherTech United SportsCar Championship, avait malencontreusement laissé fuiter en décembre 2017 que celle-ci serait assurée par Gibson, cette information a été confirmée en février 2018.

## Palmarès

### Résultats complets du Championnat du monde d'endurance de la FIA
Les courses en gras indiquent que la pole position a été réalisée. Les courses en italique indiquent que l'écurie a réalisé le meilleur tour en course.
| Année     | Entrant          | Classe   | Pilotes                                                              | No. | Courses.          | Courses   | Courses | Courses | Courses  | Courses | Courses  | Courses | Courses | Pts. | Pos. |
| Année     | Entrant          | Classe   | Pilotes                                                              | No. | Courses.          | 1         | 2       | 3       | 4        | 5       | 6        | 7       | 8       | Pts. | Pos. |
| --------- | ---------------- | -------- | -------------------------------------------------------------------- | --- | ----------------- | --------- | ------- | ------- | -------- | ------- | -------- | ------- | ------- | ---- | ---- |
| 2018-2019 | Rebellion Racing | LMP1     | Neel Jani Bruno Senna André Lotterer Mathias Beche                   | 1   | Toutes 1-5, 7-8 6 | SPA 1 DSQ | LMN 1 4 | SIL 2   | FUJ 3    | SHA 4   | SEB Abd. | SPA 2 5 | LMN 2 4 | 134  | 2e   |
| 2018-2019 | Rebellion Racing | LMP1     | Thomas Laurent Gustavo Menezes Mathias Beche Nathanaël Berthon       | 3   | Toutes 1-5 6-8    | SPA 1 3   | LMN 1 3 | SIL 1   | FUJ Abd. | SHA 5   | SEB 7    | SPA 2 2 | LMN 2 5 | 134  | 2e   |
| 2019-2020 | Rebellion Racing | LMP1     | Gustavo Menezes Bruno Senna Norman Nato                              | 1   | Toutes            | SIL 9     | FUJ 3   | SHA 1   | BAR 3    | COTA 1  | SPA 3    | LMN 2   | BAR     | 145  | 2e   |
| 2019-2020 | Rebellion Racing | LMP1     | Nathanaël Berthon Pipo Derani Loïc Duval Louis Delétraz Romain Dumas | 3   | 1,7 1 7           | SIL 3     | FUJ     | SHA     | BAR      | COTA    | SPA      | LMN 4   | BAR     | 145  | 2e   |
| 2021      | Alpine Elf Team  | Hypercar | Nicolas Lapierre André Negrão Matthieu Vaxivière                     | 36  | Toutes            | SPA 2     | POR 3   | MON 2   | LMN 3    | BAR 1 3 | BAR 2 3  |         |         | 128  | 2e   |
| 2022      | Alpine Elf Team  | Hypercar | Nicolas Lapierre André Negrão Matthieu Vaxivière                     | 36  | Toutes            | SEB 1     | SPA 2   | LMN 23  | MON 1    | FUJ 3   | BAR 3    |         |         | 144  | 2e   |